# Johan Forsell (lärare)
Johan Forsell, ursprungligen Jönsson född 8 november 1877 i Hörby församling, Malmöhus län, död 1 maj 1953 i Högalids församling, Stockholm, var en svensk lärare, författare och journalist.
Johan Forsell var son till trädgårdsmästaren vid Osbyholms slott Jöns Jönsson. Han läste vid folkskollärarseminariet i Lund 1894–1898 och blev efter folkskollärarexame vikarierande folkskollärare i Helsingborg 1898–1899 och extraordinarie folkskollärare i Malmö 1899–1900. Han fick inte fortsätta på den senare tjänsten då han ansågs ha radikala åsikter med farligt inflytande över eleverna, varför Forsell i stället tänkte sig att söka sig till journalistiken. År 1902 avlade han mogenhetsexamen och blev därefter student vid Lunds universitet där han bland annat studerade filosofi, pedagogik och språkvetenskap. Han tjänstgjorde 1903–1904 som extraordinarie folkskollärare i Västervik men hade under studietiden börjat intressera sig för utbildningen vid skyddshem och arbetade därefter som lärare och föreståndare vid Jönköpings läns skyddshem på Långanäs 1904–1905, som föreståndare och förste lärare vid Hallands läns skyddshem på Mäshult 1905–1909 och extraordinarie folkskollärare i Stockholm 1909–1913 med tjänstgöring vid Stockholms stads uppfostringsanstalt vid Skrubba. Desillusionerad övergav han dock området och tjänstgjorde 1913–1937 som ordinarie folkskollärare vid Brännkyrka folkskola. Han fortsatte även sina språkvetenskapliga studier och studerade senare nationalekonomi och socialpolitik vid Stockholms högskola.
Därutöver var han verksam inom den lärarfackliga pressen. Vid bildandet av Sveriges folkskollärarförbund 1920 tog han initiativet till bildandet av förbundets tidning och var dess redaktör fram till 1945. Åren 1921–1950 var han redaktör för och utgivare av Folkskolans årsbok. Forsell var även 1937–1938 sekreterare i folkskollärarkårens seminariekommitté. Han arbetade under inflytande från Fredrik Wulff för en radikal stavningsreform och tillämpade flera nystavningar i sin tidning, vilket väckte mycket motstånd. En del av dessa kom dock senare att genomföras. År 1932 ingick han som sekreterare i folkskollärarkårens skriftspråkskommitté. Johan Forsell är gravsatt i Högalids kolumbarium i Stockholm.